# باشگاه فوتبال الجزیره
باشگاه الجزیره امارات (به عربی: نادی الجزیرة الإماراتی) یک باشگاه فوتبال از امارات متحده عربی است که در شهر ابوظبی قرار دارد. مالک این باشگاه شیخ منصور بن زاید بوده و این باشگاه هم‌اکنون جزو پرطرفدارترین باشگاه‌ها در امارات و شهر ابوظبی است.

## تاریخچه باشگاه
باشگاه الجزیره در سال ۱۹۷۴ در پی ادغام دو باشگاه الخالدیه و البطین تأسیس شد. این دو باشگاه از ابتدا در شهر ابوظبی قرار داشتند که از پیش نیز دوستی بین این دو باشگاه برقرار بود.
این باشگاه چندین بار در دهه های ۱۹۸۰ و ۱۹۹۰  به لیگ های پایین تر سقوط کرد، اما موفقیت را اخیرا را با سرمایه گذاری منصور بن زاید آل نهیان در باشگاه در دهه ۲۰۰۰ تجربه کرد.  از زمان خرید باشگاه توسط او، آنها اولین قهرمانی لیگ خود را در سال ۲۰۱۱ و دو عنوان لیگ دیگر را در سال های ۲۰۱۷ و ۲۰۲۱ به دست آوردند.

## دیگر فعالیت‌ها
علاوه بر فوتبال باشگاه الجزیره در رشته‌های هندبال، والیبال، شنا و بولینگ نیز تیم دارد.